# ألكسندر كريستنين
ألكسندر كريستنين (بالروسية: Крестинин, Александр Сергеевич)‏ (19 سبتمبر 1978 بكراسنودار في روسيا - ) هو مدرب كرة قدم ولاعب كرة قدم روسي في مركز الدفاع. لعب مع نادي أورينبورغ ونادي روستوف ونادي كوبان كراسنودار وFC Caspiy ‏ وFC Spartak Tambov ‏ وFC Smena Komsomolsk-na-Amure ‏ وFC Neftchi Kochkor-Ata ‏ وFC Kolos Krasnodar ‏ وFC Krasnoznamensk ‏ وFC Nara-ShBFR Naro-Fominsk ‏ وFC Reutov ‏ وFC Spartak Shchyolkovo ‏ وFC Khimik-Arsenal ‏ ونادي ينيسي كراسنويارسك ‏.

## روابط خارجية
- ألكسندر كريستنين على موقع قاعدة بيانات كرة القدم.إي يو (الإنجليزية)
- ألكسندر كريستنين على موقع Soccerway.com (الإنجليزية)
- ألكسندر كريستنين على موقع عالم كرة القدم.نت (الإنجليزية)